# نهائي كأس إيطاليا 2013
نهائي كأس إيطاليا 2013 هي المباراة النهائية من منافسة كأس إيطاليا 2012–13، أقيمت المباراة في 26 مايو 2013، في ملعب أولمبيكو، بين فريقي نادي روما، ونادي لاتسيو، وفاز فيها نادي لاتسيو، بعد أن هزم نادي روما، بنتيجة 0 - 1، وكان حكم المباراة دانييلي أورساتو، وحضر المباراة 55000 شخصاً.

## تفاصيل المباراة
لعبت المباراة النهائية في 26 مايو 2013.
| نادي روما | 0 -1 | نادي لاتسيو            |
| --------- | ---- | ---------------------- |
|           |      | سيناد لوليتش 71 دقيقة' |